# 더크루원
The CrewOne(더크루원)는 2024년 7월 30일 데뷔한 아이에스티 엔터테인먼트 소속으로 대한민국의 11인조 아이돌 보이 그룹이다.
저스트비 멤버 시우 합류 없이 2025년 1월 5일 《로드 투 킹덤 2 TOP5 콘서트》를 끝으로 해체 예정이였으나 콘서트 개최 취소로 자연스럽게 2024년 12월 2일 해체되었다.

## 구성원
| 이름   | 소개 |
| ------ | --- |
| 이건우 | - 이름 : 이건우 - 생년월일 : 2001년 2월 2일(24세) - 출생지 : 대한민국 - 현 소속 그룹 : 저스트비 멤버                              |
| 배인   | - 이름 : 송병희 - 생년월일 : 2001년 5월 4일(24세) - 출생지 : 대한민국 - 현 소속 그룹 : 저스트비 멤버                              |
| 임지민 | - 이름 : 임지민 - 생년월일 : 2001년 5월 22일(23세) - 출생지 : 대한민국 - 현 소속 그룹 : 저스트비 멤버                             |
| 전도염 | - 이름 : 전도염 - 생년월일 : 2002년 2월 21일(23세) - 출생지 : 대한민국 - 현 소속 그룹 : 저스트비 멤버                             |
| 김상우 | - 이름 : 김상우 - 생년월일 : 2002년 9월 3일(22세) - 출생지 : 대한민국 - 현 소속 그룹 : 저스트비 멤버                              |
| 오준석 | - 본명 : 오준석 - 생년월일 : 2003년 3월 3일(22세) - 출생지 : 대한민국 제주특별자치도 제주시 - 현 소속 그룹 : 에이티비오 멤버      |
| 류준민 | - 본명 : 류준민 - 생년월일 : 2003년 4월 5일(22세) - 출생지 : 대한민국 경상남도 진주시 - 현 소속 그룹 : 에이티비오 멤버            |
| 배현준 | - 본명 : 배현준 - 생년월일 : 2003년 6월 6일(21세) - 출생지 : 대한민국 서울특별시 강남구 일원동 - 현 소속 그룹 : 에이티비오 멤버   |
| 정승환 | - 본명 : 정승환 - 생년월일 : 2004년 1월 27일(21세) - 출생지 : 대한민국 부산광역시 남구 대연동 - 현 소속 그룹 : 에이티비오 멤버    |
| 김연규 | - 본명 : 김연규 - 생년월일 : 2004년 5월 3일(21세) - 출생지 : 대한민국 서울특별시 동대문구 이문동 - 현 소속 그룹 : 에이티비오 멤버 |
| 원빈   | - 본명 : 원빈 - 생년월일 : 2004년 7월 1일(20세) - 출생지 : 대한민국 서울특별시 강남구 압구정동 - 현 소속 그룹 : 에이티비오 멤버   |

## 음반 외 목록

### 예능 프로그램
- 2024년 M.net 《로드 투 킹덤 2》 (단체 출연)